# Chen Yang (athlétisme)
Pour les articles homonymes, voir Chen Yang.
Chen Yang (née le 10 juillet 1991) est une athlète chinoise, spécialiste du lancer du disque.

## Carrière
Elle participe aux Jeux olympiques de 2016 où elle termine 7e avec 63,11 m. Son record personnel est de 63,61 m de 2016.
Elle remporte en juillet 2017 les Championnats d'Asie à Bhubaneswar et obtient grâce à une marque de 62,90 m en avril 2017, sa participation pour les Championnats du monde de Londres.
Le 30 août 2018, elle remporte les Jeux asiatiques de Jakarta avec 65,12 m, devant Feng Bin (64,25 m) et Seema Antil (62,26 m).
Elle se classe 4e des championnats du monde 2019 à Doha.

## Palmarès
| Date | Compétition           | Lieu           | Résultat | Marque  |
| ---- | --------------------- | -------------- | -------- | ------- |
| 2016 | Jeux olympiques       | Rio de Janeiro | 7e       | 63,11 m |
| 2017 | Championnats d'Asie   | Bhubaneswar    | 1re      | 60,41 m |
| 2017 | Championnats du monde | Londres        | 10e      | 61,28 m |
| 2018 | Jeux asiatiques       | Jakarta        | 1re      | 65,12 m |
| 2018 | Coupe continentale    | Ostrava        | 3e       | 63,34 m |
| 2019 | Championnats d'Asie   | Doha           | 2e       | 61,87 m |
| 2019 | Championnats du monde | Doha           | 4e       | 63,38 m |

## Records
| Épreuve          | Épreuve   | Performance | Lieu     | Date        |
| ---------------- | --------- | ----------- | -------- | ----------- |
| Lancer du disque | Plein air | 67,03 m     | Osterode | 2 juin 2018 |